# СЦ Смедерево
44° 39′ 35.74″ N 20° 55′ 50.39″ E / 44.6599278° С; 20.9306639° И
Спортски центар Смедерево (СЦ Смедерево) је спортски центар у Смедереву, Србија. У склопу центра се налази дворана Смедерево, спортско-рекреативни комплекс Базени Смедерево, балон хала за футсал Риверсајд (енгл. Riverside) и балон хала за тенис.

## Објекти

### Дворана Смедерево
Дворана Смедерево је отворена јуна 2009.

### Спортско-рекреативни комплекс Базени Смедерево
Спортско-рекреативни комплекс Базени Смедерево је отворен 20. јула 2010.

### Балон хале
44° 39′ 33.11″ N 20° 55′ 48.62″ E / 44.6591972° С; 20.9301722° И
Балон хала за футсал Риверсајд (енгл. Riverside).

44° 39′ 33.03″ N 20° 55′ 51.19″ E / 44.6591750° С; 20.9308861° И
Балон хала за тенис.